# Delias zebuda
Delias zebuda is een vlindersoort uit de familie van de Pieridae (witjes), onderfamilie Pierinae.
Delias zebuda werd in 1862 beschreven door Hewitson.